# Ramón Celestino Velázquez
Ramón Celestino Velázquez Araguayán (Guanaguana, Monagas) es un General y político venezolano.

## Vida
Para 4 de enero de 2017, el presidente Nicolás Maduro anuncia que Ramón es el nuevo ministro del Poder Popular para el Ecosocialismo y las Aguas.
En el año 2022. Es designado Ministro del Poder Popular para el Transporte por el presidente Nicolás Maduro.